# Faaone
Faaone ist eine Commune associée innerhalb von Taiarapu-Est auf der Insel Tahiti, in Französisch-Polynesien.